# تأثير بور

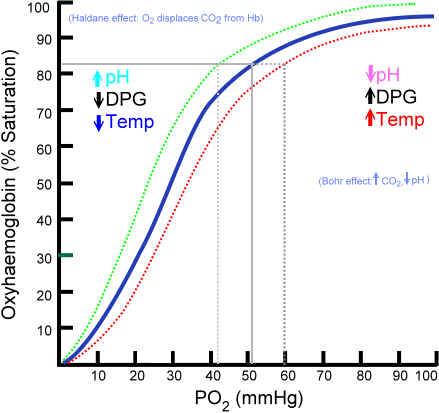
منحنى تفكك الهيموغلوبين. الخط الأحمر المنقط يناظر الانزياح نحو اليمين بسبب تأثير بور.

تأثير بور هو ظاهرة فسيولوجية وصفت لأول مرة عام 1904 من قبل عالم وظائف الأعضاء الدنمركي كريستيان بور حيث تنص على أن جاذبية الهيموغلوبين للأكسجين تتناسب عكسيا مع كل من الحموضة وتركيز ثنائي أكسيد الكربون.
بمعنى آخر، يشير تأثير بور إلى الانزياح في منحنى تفكك الأوكسجين نتيجة التغيرات في تركيز ثاني أكسيد الكربون أو درجة الحموضة. ونظرًا لأن ثاني أكسيد الكربون يتفاعل مع الماء مكوِّنًا حمض الكربونيك (H₂CO₃)، فإن زيادة CO₂ تؤدي إلى انخفاض في حموضة الدم، مما يدفع بروتينات الهيموغلوبين إلى تحرير الأوكسجين المرتبط بها.
وعلى العكس من ذلك، فإن انخفاض تركيز ثاني أكسيد الكربون يؤدي إلى ارتفاع في الحموضة، مما يزيد من قدرة الهيموغلوبين على الارتباط بالمزيد من الأوكسجين.

## الاكتشاف التجريبي
كان كريستيان بور في أوائل القرن العشرين يعمل أستاذًا في جامعة كوبنهاغن في الدنمارك، وكان معروفًا بالفعل بأعماله في مجال فسيولوجيا التنفس. وقد أمضى العقدين السابقين في دراسة قابلية ذوبان الأوكسجين وثاني أكسيد الكربون وغازات أخرى في سوائل مختلفة، كما أجرى أبحاثًا موسعة حول الهيموغلوبين وارتباطه بالأوكسجين.
وفي عام 1903، بدأ بور العمل بشكل وثيق مع كارل هاسلباخ وأوغست كروغ، وهما من زملائه في الجامعة، في محاولة لإعادة تجريب عمل غوستاف فون هوفنر ولكن باستخدام دم كامل بدلاً من محلول الهيموغلوبين. كان هوفنر قد اقترح أن منحنى ارتباط الأوكسجين بالهيموغلوبين يتخذ شكلًا قطعًا زائدًا، لكن بعد تجارب مطولة، توصل فريق كوبنهاغن إلى أن المنحنى في الواقع يتخذ شكلًا حرف S (دالة سينية). وخلال عملية رسم العديد من منحنيات التفكك، لاحظ الباحثون أن الضغوط الجزئية العالية لثاني أكسيد الكربون تؤدي إلى انزياح المنحنى نحو اليمين. وأدى إجراء المزيد من التجارب مع تغيير تركيز CO₂ إلى تقديم أدلة قاطعة أكدت وجود ما أصبح يُعرف لاحقًا باسم تأثير بور.

### الجدل
هناك بعض الجدل حول ما إذا كان بور هو فعلاً أول من اكتشف العلاقة بين ثاني أكسيد الكربون وأفينية الهيموغلوبين للأوكسجين، أم أن الفسيولوجي الروسي برونيسلاف فيريغو سبقه إلى ذلك، حيث يُزعم أنه اكتشف التأثير في عام 1898، أي قبل بور بست سنوات. وعلى الرغم من عدم وجود دليل قاطع يثبت ذلك، إلا أن فيريغو نشر بالفعل بحثًا حول العلاقة بين الهيموغلوبين وCO₂ في عام 1892. غير أن النموذج الذي اقترحه كان معيبًا من الناحية العلمية، وقد انتقده بور بشدة في منشوراته اللاحقة.
ويأتي تحدٍ آخر لاكتشاف بور من داخل مختبره نفسه؛ فرغم أن بور كان سريعًا في نسب الفضل لنفسه بالكامل، فإن زميله أوغست كروغ، الذي اخترع الجهاز المستخدم لقياس تراكيز الغازات خلال التجارب، ظلّ طوال حياته يؤكد أنه هو من أثبت التأثير أولاً. وبالرغم من وجود بعض الأدلة التي تدعم روايته، إلا أن تغيير اسم ظاهرة علمية شهيرة بأثر رجعي يعتبر أمرًا غير عملي، لذا بقيت معروفة باسم تأثير بور.

## الدور الفسيولوجي
يزيد تأثير بور من كفاءة نقل الأوكسجين عبر الدم. فعندما يرتبط الهيموغلوبين بالأوكسجين في الرئتين نتيجة لتركيزات الأوكسجين المرتفعة، يساعد تأثير بور على تحرير الأوكسجين في الأنسجة، وخصوصًا تلك التي تكون في أمسّ الحاجة إليه. عندما يزداد المعدل الأيضي لنسيج معين، يزداد كذلك إنتاجه من مخلفات ثاني أكسيد الكربون (CO₂). وعند إطلاقه في مجرى الدم، يتفاعل ثاني أكسيد الكربون مع الماء مكونًا البيكربونات (HCO₃⁻) وأيونات الهيدروجين (H⁺) من خلال التفاعل التالي:
CO2+H2O↔H2CO3↔H++HCO3−
ورغم أن هذا التفاعل يسير عادةً ببطء، إلا أن وجود إنزيم الأنهيدراز الكربوني، الموجود في خلايا الدم الحمراء، يُسرّع عملية التحول إلى البيكربونات وأيونات الهيدروجين بشكل كبير. هذا يؤدي إلى انخفاض الرقم الهيدروجيني للدم، مما يعزز انفصال الأوكسجين عن الهيموغلوبين، ويسمح للأنسجة المحيطة بالحصول على كميات كافية من الأوكسجين لتلبية احتياجاتها. في المناطق التي يكون فيها تركيز الأوكسجين مرتفعًا، مثل الرئتين، يؤدي ارتباط الأوكسجين بالهيموغلوبين إلى تحرير أيونات الهيدروجين (H⁺)، والتي تتحد مع البيكربونات لتشكيل ثاني أكسيد الكربون (CO₂)، الذي يتم طرده خلال عملية الزفير. وتحدث هذه التفاعلات المتعاكسة (الارتباط بالبروتونات ونزع البروتونات) في حالة توازن، مما ينتج عنه تغير طفيف جدًا في حموضة الدم بشكل عام.
يُمكّن تأثير بور الجسم من التكيّف مع الظروف المتغيرة، ويجعل من الممكن تزويد الأنسجة التي تحتاج الأوكسجين أكثر بكميات إضافية منه. فعلى سبيل المثال، عندما تكون العضلات في حالة نشاط بدني شديد، فإنها تحتاج إلى كميات كبيرة من الأوكسجين لإجراء التنفس الخلوي، والذي يُنتج CO₂ (وبالتالي HCO₃⁻ وH⁺) كنواتج ثانوية. تؤدي هذه النواتج إلى خفض حموضة الدم، مما يزيد من إيصال الأوكسجين إلى العضلات النشطة. وليس ثاني أكسيد الكربون هو الجزيء الوحيد القادر على تحفيز تأثير بور. فعندما لا تحصل الخلايا العضلية على كمية كافية من الأوكسجين لإجراء التنفس الخلوي، فإنها تلجأ إلى التخمر اللبني، والذي يُطلق حمض اللاكتيك كناتج ثانوي. يزيد ذلك من حموضة الدم بدرجة أكبر من تأثير CO₂ وحده، مما يعكس الحاجة الشديدة للخلايا إلى الأوكسجين. في الواقع، تحت ظروف نقص الأوكسجين (اللاهوائية)، تنتج العضلات حمض اللاكتيك بسرعة كبيرة لدرجة أن حموضة الدم المار عبر العضلات قد تنخفض إلى حوالي 7.2، وهو ما يدفع الهيموغلوبين إلى تحرير نحو 10٪ أكثر من الأوكسجين.

## روابط خارجية
- Impact of training نسخة محفوظة 28 أغسطس 2009 على موقع واي باك مشين.